# 1896. évi nyári olimpiai játékok

Megnyitó ünnepség Olympiában

Az 1896. évi nyári olimpiai játékokat, hivatalos nevén az I. nyári olimpiai játékokat 1896. április 6. és 15. között rendezték meg a görögországi Athénban. Ez volt az első a modern nyári olimpiák sorában, az első amióta I. Theodosius római császár 393-ban betiltotta az ókori olimpiai játékokat a kereszténység pogányság elleni harcának nevében.
1894-ben egy Pierre de Coubertin által szervezett, Párizsban megtartott közgyűlésen megalapították a Nemzetközi Olimpiai Bizottságot (NOB), és a görög fővárost, Athént jelölték meg rendezőként. A görögöknek kevés tapasztalatuk volt sportesemények rendezésében, ám pénzügyi nehézségeik ellenére minden időben elkészült (amikor még el voltak maradva az építkezésekkel, felvetődött helyszínként Budapest, a millennium alkalmából). A sportkedvelő alexandriai milliomos kereskedőnek, Jeórjiosz Avérofnak köszönhetően sikeresen megrendezhették az olimpiai játékokat.
A résztvevők száma a manapság megszokotthoz képest alacsony volt, ám így is korának legnagyobb nemzetközi érdeklődéssel követett sporteseménye volt. A kor jelentős atlétái hiányának ellenére a játékok sikeresek voltak a görög közönség előtt. Az első bajnokságot (még ezüstéremmel jutalmazták) a 27 éves amerikai James B. Connolly nyerte meg hármasugrásban, aki később Pulitzer-díjas íróként lett népszerű. A görögök számára a legnagyobb sportsiker honfitársuk, Szpirídon Luísz győzelme volt a maratonfutásban. A játékok legsikeresebb versenyzője a német birkózó, tornász és súlyemelő Carl Schuhmann volt, birkózásban és tornában bajnokságot nyert, súlyemelésben pedig negyedik lett.
A játékok után Coubertint és a NOB-ot prominens személyek, többek között I. György görög király kérték fel, hogy az összes további olimpiát Athénban tartsák. Ennek ellenére, mivel az 1900-as olimpiát már Párizsnak ítélték oda, az 1906-os „időközi olimpiai játékok”-at leszámítva egészen 2004-ig a játékok nem tértek vissza Görögországba.

## Részt vevő nemzetek

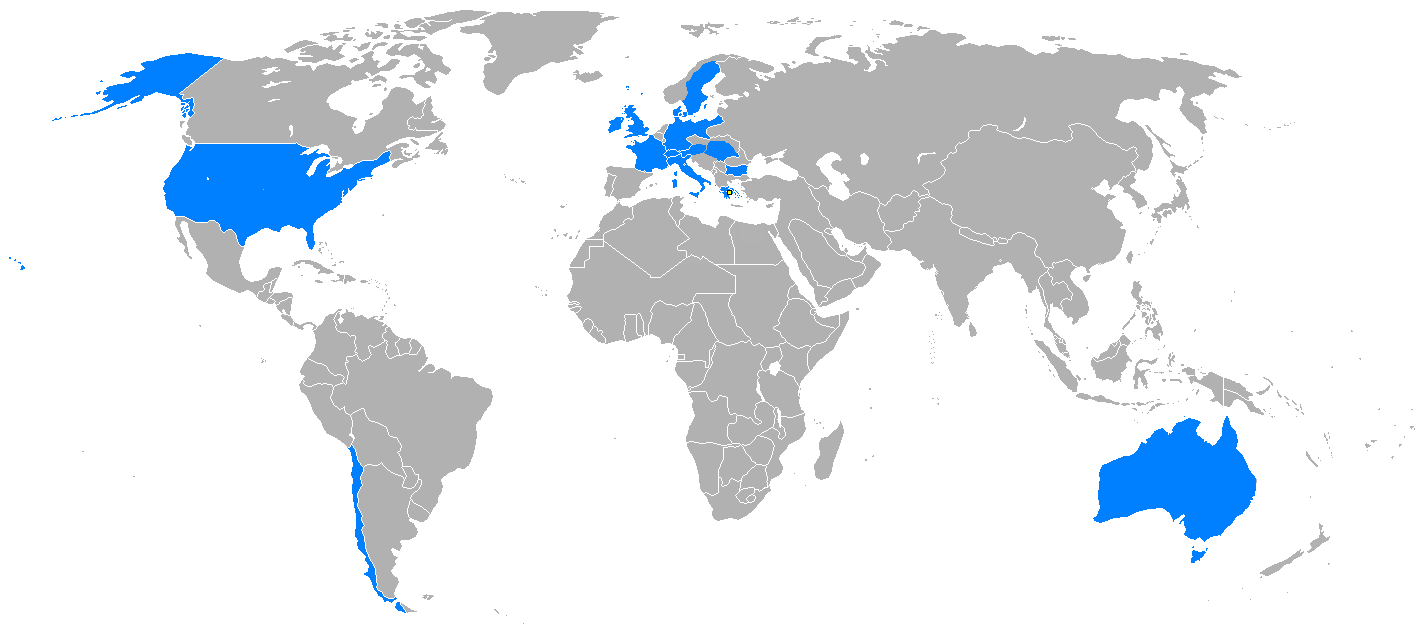
Az 1896-os nyári olimpián részt vevő nemzetek

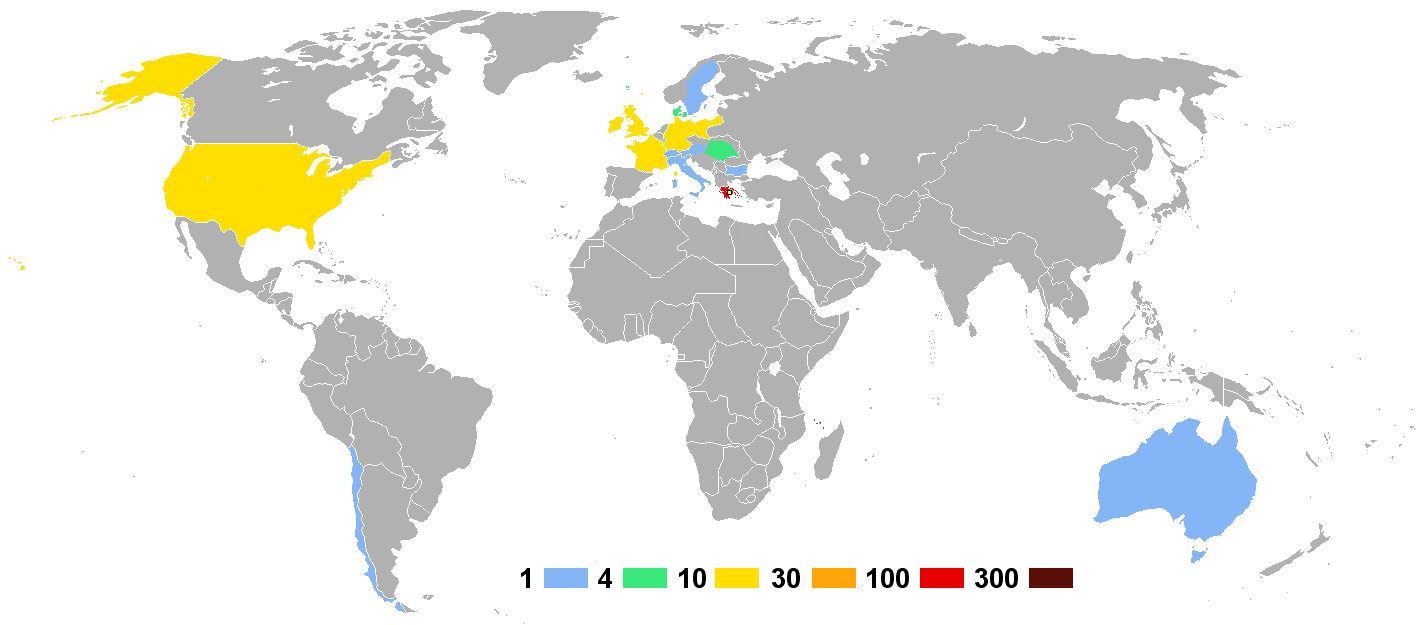
A részt vevő nemzetek csapatlétszáma

Az első újkori olimpián 14 nemzet vett részt.
- Ausztrália (AUS) (1 – 1 férfi)
- Ausztria (AUT) (3 – 3 férfi)
- Bulgária (BUL) (1 – 1 férfi)
- Chile (CHI) (1 – 1 férfi)
- Dánia (DEN) (4 – 4 férfi)
- Egyesült Államok (USA) (14 – 14 férfi)
- Franciaország (FRA) (12 – 12 férfi)
- Görögország (GRE) (186 – 186 férfi)
- Magyarország (HUN) (7 – 7 férfi)
- Nagy-Britannia (GBR) (11 – 11 férfi)
- Németország (GER) (19 – 19 férfi)
- Olaszország (ITA) (1 – 1 férfi)
- Svájc (SUI) (2 – 2 férfi)
- Svédország (SWE) (1 – 1 férfi)

## Olimpiai sportágak
A játékokon kilenc sportág negyvenhárom versenyszámában avattak bajnokot:
| Versenyszámok az 1896. évi nyári olimpiai játékokon |        |        |        |        |        |          |
| Sportág, szakág                                     | Egyéni | Egyéni | Csapat | Csapat | Csapat |          |
| Sportág, szakág                                     | férfi  | női    | férfi  | női    | vegyes | összesen |
| atlétika                                            | 12     | 0      | 0      | 0      | 0      | 12       |
| birkózás                                            | 1      | 0      | 0      | 0      | 0      | 1        |
| kerékpározás                                        | 6      | 0      | 0      | 0      | 0      | 6        |
| sportlövészet                                       | 5      | 0      | 0      | 0      | 0      | 5        |
| súlyemelés                                          | 2      | 0      | 0      | 0      | 0      | 2        |
| tenisz                                              | 1      | 0      | 1      | 0      | 0      | 2        |
| torna                                               | 6      | 0      | 2      | 0      | 0      | 8        |
| úszás                                               | 4      | 0      | 0      | 0      | 0      | 4        |
| vívás                                               | 3      | 0      | 0      | 0      | 0      | 3        |
|                                                     |        |        |        |        |        |          |
| Összesen                                            | 40     | 0      | 3      | 0      | 0      | 43       |

Az eredeti programban szerepelt az evezés is, de az időjárás miatt elmaradtak a versenyek.

## A magyar csapat szereplése

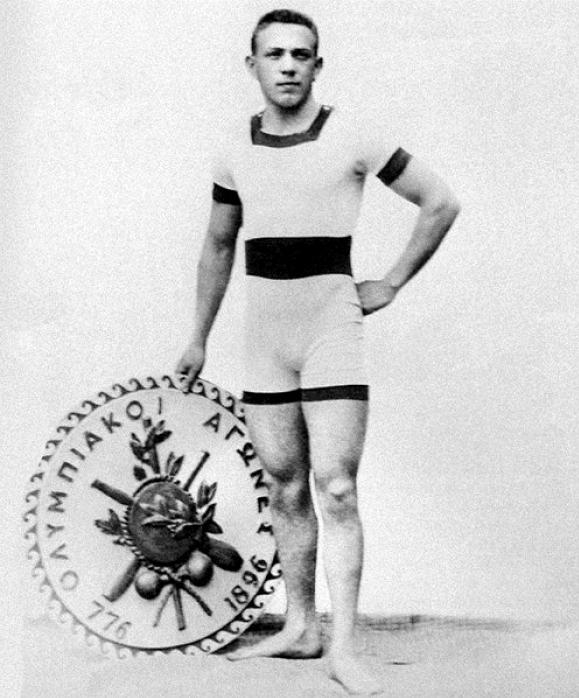
Hajós Alfréd, az első magyar olimpiai bajnok és első az úszás sportágban is

## Menetrend
| ● | Megnyitó ünnepség | ● | Versenynap | ● | Döntő(k) | ● | Záró ünnepség |

| április             | 6 | 7  | 8  | 9  | 10 | 11 | 12 | 13 | 14 | 15 | Összesen |
| ------------------- | - | -- | -- | -- | -- | -- | -- | -- | -- | -- | -------- |
| Ünnepségek          | ● |    |    |    |    |    |    |    |    | ●  |          |
| Atlétika            | 5 | 5  |    | 1  | 5  |    |    |    |    |    | 16       |
| Birkózás            |   |    |    |    |    |    | 1  |    |    |    | 1        |
| Kerékpározás        |   |    | 1  |    |    | 3  | 1  | 1  |    |    | 6        |
| Sportlövészet       |   |    |    | 1  | 3  | 1  |    |    |    |    | 6        |
| Súlyemelés          |   | 2  |    |    |    |    |    |    |    |    | 2        |
| Tenisz              |   |    |    |    |    | 2  |    |    |    |    | 2        |
| Torna               |   |    |    | 6  | 2  |    |    |    |    |    | 8        |
| Úszás               |   |    |    |    |    | 4  |    |    |    |    | 4        |
| Vívás               |   | 2  |    | 1  |    |    |    |    |    |    | 3        |
| Összes aznapi döntő | 5 | 9  | 1  | 9  | 8  | 13 | 2  | 1  | 0  | 0  |          |
| Összesítés          | 5 | 14 | 15 | 24 | 32 | 45 | 47 | 48 | 48 | 48 | 48       |
| április.            | 6 | 7  | 8  | 9  | 10 | 11 | 12 | 13 | 14 | 15 | Összesen |

## Éremtáblázat
(A táblázatban Magyarország és a rendező ország csapata eltérő háttérszínnel, az egyes számoszlopok legmagasabb értéke, vagy értékei vastagítással kiemelve.)
| Az 1896. évi nyári olimpiai játékok éremtáblázatának első tíz helyezettje | Az 1896. évi nyári olimpiai játékok éremtáblázatának első tíz helyezettje | Az 1896. évi nyári olimpiai játékok éremtáblázatának első tíz helyezettje | Az 1896. évi nyári olimpiai játékok éremtáblázatának első tíz helyezettje | Az 1896. évi nyári olimpiai játékok éremtáblázatának első tíz helyezettje | Olimpia  |
| ------------------------------------------------------------------------- | ------------------------------------------------------------------------- | ------------------------------------------------------------------------- | ------------------------------------------------------------------------- | ------------------------------------------------------------------------- | -------- |
|                                                                           | Ország                                                                    | Arany                                                                     | Ezüst                                                                     | Bronz                                                                     | Összesen |
| 1.                                                                        | Egyesült Államok (USA)                                                    | 11                                                                        | 7                                                                         | 2                                                                         | 20       |
| 2.                                                                        | Görögország (GRE)                                                         | 10                                                                        | 17                                                                        | 19                                                                        | 46       |
| 3.                                                                        | Németország (GER)                                                         | 6                                                                         | 5                                                                         | 2                                                                         | 13       |
| 4.                                                                        | Franciaország (FRA)                                                       | 5                                                                         | 4                                                                         | 2                                                                         | 11       |
| 5.                                                                        | Nagy-Britannia (GBR)                                                      | 2                                                                         | 3                                                                         | 2                                                                         | 7        |
| 6.                                                                        | Magyarország (HUN)                                                        | 2                                                                         | 1                                                                         | 3                                                                         | 6        |
| 7.                                                                        | Ausztria (AUT)                                                            | 2                                                                         | 1                                                                         | 2                                                                         | 5        |
| 8.                                                                        | Ausztrália (AUS)                                                          | 2                                                                         | 0                                                                         | 0                                                                         | 2        |
| 9.                                                                        | Dánia (DEN)                                                               | 1                                                                         | 2                                                                         | 3                                                                         | 6        |
| 10.                                                                       | Svájc (SUI)                                                               | 1                                                                         | 2                                                                         | 0                                                                         | 3        |
|                                                                           |                                                                           |                                                                           |                                                                           |                                                                           |          |
| Összesen                                                                  | Összesen                                                                  | 43                                                                        | 43                                                                        | 36                                                                        | 122      |